# Gran Premio motociclistico di Cecoslovacchia 1973
Il Gran Premio motociclistico di Cecoslovacchia fu il nono appuntamento del motomondiale 1973.
Si svolse il 15 luglio 1973 sul Circuito di Brno, e corsero tutte le classi meno la 50.
Giacomo Agostini, partito in testa, vinse la gara della 500 davanti all'altra MV Agusta di Phil Read, che grazie al ritiro di Kim Newcombe vide avvicinarsi il titolo iridato.
In 350 Teuvo Länsivuori si impose davanti ad Agostini e Read.
Nella gara della 250 la lotta tra Länsivuori, Rougerie e Braun si risolse a favore del tedesco, con il francese che batté allo sprint il finlandese nella lotta per il secondo gradino del podio.
Prima vittoria per la Malanca 125 e per Otello Buscherini, agevolato dal ritiro di Ángel Nieto per un guasto elettrico.
Nei sidecar settima vittoria stagionale per Klaus Enders.

## Classe 500

### Arrivati al traguardo
| Pos. | Pilota           | Moto           | Tempo     | Punti |
| ---- | ---------------- | -------------- | --------- | ----- |
| 1    | Giacomo Agostini | MV Agusta      | 57' 04" 6 | 15    |
| 2    | Phil Read        | MV Agusta      | +45" 9    | 12    |
| 3    | Bruno Kneubühler | Yamaha         | +1' 28" 9 | 10    |
| 4    | Eric Offenstadt  | SMAC-Kawasaki  | +1' 48" 9 | 8     |
| 5    | Jack Findlay     | Suzuki         | +1' 49" 1 | 6     |
| 6    | Bohumil Staša    | Yamaha         | +3' 08" 2 | 5     |
| 7    | Mario Lega       | Yamaha         | +4' 05" 5 | 4     |
| 8    | Bosse Granath    | Husqvarna      | +4' 16" 1 | 3     |
| 9    | Lothar John      | Daytona-Suzuki | +5' 01" 3 | 2     |
| 10   | Piet van der Wal | Yamaha         | +5' 31" 5 | 1     |
| 11   | Charlie Dobson   | Kawasaki       |           |       |
| 12   | Rod Tingate      | Yamaha         |           |       |
| 13   | Werner Schmied   | Yamaha         |           |       |
| 14   | Alex George      | Yamaha         |           |       |
| 15   | Chas Mortimer    | Yamaha         |           |       |

### Ritirati
| Pilota               | Moto     | Motivo ritiro |
| -------------------- | -------- | ------------- |
| Paul Eickelberg      | König    |               |
| Billie Nelson        | Yamaha   |               |
| János Drapál         | Yamaha   |               |
| Alois Maxwald        | Rotax    |               |
| Werner Bergold       | Kawasaki |               |
| Christian Bourgeois  | Yamaha   |               |
| Gianfranco Bonera    | Suzuki   |               |
| Sven-Olof Gunnarsson | Kawasaki |               |
| Kim Newcombe         | König    |               |
| Steve Ellis          | Yamaha   |               |
| Guido Mandracci      | Suzuki   |               |
| Werner Giger         | Yamaha   |               |

## Classe 350

### Arrivati al traguardo
| Pos. | Pilota               | Moto            | Tempo     | Griglia | Punti |
| ---- | -------------------- | --------------- | --------- | ------- | ----- |
| 1    | Teuvo Länsivuori     | Yamaha          | 57.02.1   |         | 15    |
| 2    | Giacomo Agostini     | MV Agusta       | 57.30.4   |         | 12    |
| 3    | Phil Read            | MV Agusta       | 57.30.7   |         | 10    |
| 4    | Gianfranco Bonera    | Harley-Davidson | 58.02.4   |         | 8     |
| 5    | Dieter Braun         | Yamaha          | 58.07.3   |         | 6     |
| 6    | John Dodds           | Yamaha          | 58.40.3   |         | 5     |
| 7    | Michel Rougerie      | Harley-Davidson | 59.26.3   |         | 4     |
| 8    | Patrick Pons         | Yamaha          | 49.42.3   |         | 3     |
| 9    | Kurt-Ivan Carlsson   | Yamaha          | 1.00.16.0 |         | 2     |
| 10   | Eduardo Celso-Santos | Yamaha          | 1.00.18.1 |         | 1     |
| 11   | Thierry Tchernine    | Yamaha          |           |         |       |
| 12   | Víctor Palomo        | Yamaha          |           |         |       |
| 13   | Sven-Olof Gunnarsson | Yamaha          |           |         |       |
| 14   | Klaus Leonhardt      | Yamaha          |           |         |       |
| 15   | Bosse Granath        | Yamaha          |           |         |       |
| 16   | János Reisz          | Yamaha          |           |         |       |
| 17   | František Srna       | Jawa            | 1 giro    |         |       |
| 18   | Peter Baláž          | Jawa            | 1 giro    |         |       |
| 19   | Jiři Král            | Jawa            | 1 giro    |         |       |
| 20   | Milan Soban          | Jawa            | 1 giro    |         |       |
| 21   | Emanuel Quirenz      | Jawa            | 1 giro    |         |       |

## Classe 250

### Arrivati al traguardo
| Pos. | Pilota              | Moto            | Tempo   | Griglia | Punti |
| ---- | ------------------- | --------------- | ------- | ------- | ----- |
| 1    | Dieter Braun        | Yamaha          | 47.51.4 |         | 15    |
| 2    | Michel Rougerie     | Harley-Davidson | 47.58.8 |         | 12    |
| 3    | Teuvo Länsivuori    | Yamaha          | 47.59.9 |         | 10    |
| 4    | Paolo Pileri        | Yamaha          | 49.21.6 |         | 8     |
| 5    | Patrick Pons        | Yamaha          | 49.32.4 |         | 6     |
| 6    | John Dodds          | Yamaha          | 49.33.8 |         | 5     |
| 7    | Matti Salonen       | Yamaha          | 50.16.1 |         | 4     |
| 8    | Bruno Kneubühler    | Yamaha          | 50.16.5 |         | 3     |
| 9    | Bernd Tüngethal     | MZ              | 50.16.9 |         | 2     |
| 10   | Mario Lega          | Yamaha          | 50.37.0 |         | 1     |
| 11   | Víctor Palomo       | Yamaha          |         |         |       |
| 12   | Bohumil Staša       | Jawa            |         |         |       |
| 13   | Werner Pfirter      | Yamaha          |         |         |       |
| 14   | Nico van den Zanden | Yamaha          |         |         |       |
| 15   | Werner Giger        | Yamaha          |         |         |       |
| 16   | Ryszard Mankiewicz  | Yamaha          |         |         |       |
| 17   | Lothar John         | Yamaha          |         |         |       |
| 18   | John Weeden         | Yamaha          |         |         |       |
| 19   | Alex George         | Yamaha          |         |         |       |
| 20   | Jürgen Lenk         | MZ              |         |         |       |
| 21   | Rolf Minhoff        | Yamaha          |         |         |       |
| 22   | Stanislav Klátil    | Yamaha          |         |         |       |
| 23   | František Srna      | Jawa            |         |         |       |
| 24   | Peter Baláž         | Jawa            | 1 giro  |         |       |
| 25   | Klaus Leonhardt     | Yamaha          | 1 giro  |         |       |
| 26   | Kari Lathinen       | Yamaha          | 1 giro  |         |       |
| 27   | František Tofel     | Jawa            | 1 giro  |         |       |
| 28   | Vladimir Kunc       | Jawa            | 1 giro  |         |       |
| 29   | Quirenc             | Jawa            | 1 giro  |         |       |
| 30   | Antonin Mareš       | Jawa            | 1 giro  |         |       |
| 31   | Jaroslav Franc      | Jawa            | 1 giro  |         |       |
| 32   | Emanuel Quirenc     | Jawa            | 1 giro  |         |       |
| 33   | Koloman Haščič      | Jawa            | 1 giro  |         |       |

### Ritirati
| Pilota               | Moto   | Motivo | Griglia |
| -------------------- | ------ | ------ | ------- |
| Christian Bourgeois  | Yamaha |        |         |
| Eduardo Celso-Santos | Yamaha |        |         |

## Classe 125

### Arrivati al traguardo
| Pos. | Pilota            | Moto        | Tempo   | Griglia | Punti |
| ---- | ----------------- | ----------- | ------- | ------- | ----- |
| 1    | Otello Buscherini | Malanca     | 47.07.7 |         | 15    |
| 2    | Chas Mortimer     | Yamaha      | 47.08.2 |         | 12    |
| 3    | Jos Schurgers     | Bridgestone | 47.50.3 |         | 10    |
| 4    | Rolf Minhoff      | Maico       | 47.51.0 |         | 8     |
| 5    | Gert Bender       | Maico       | 47.55.1 |         | 6     |
| 6    | Matti Salonen     | Yamaha      | 48.23.1 |         | 5     |
| 7    | Eugenio Lazzarini | Piovaticci  | 48.41.4 |         | 4     |
| 8    | Jürgen Lenk       | MZ          | 49.19.7 |         | 3     |
| 9    | Thierry Tchernine | Yamaha      | 49.48.4 |         | 2     |
| 10   | Benigno Jull      | MZ          | 50.26.4 |         | 1     |
| 11   | Bohumil Staša     | MZ          |         |         |       |
| 12   | Jaroslav Hlavaty  | Ravo        |         |         |       |
| 13   | Rafael Serrer     | MZ          |         |         |       |
| 14   | Antonio Garcia    | MZ          |         |         |       |
| 15   | Geza Repitz       | MZ          |         |         |       |
| 16   | László Szabó      | MZ          |         |         |       |
| 17   | Bohuslav Vaňous   | Jawa        |         |         |       |
| 18   | Karel Sedláček    | MZ          |         |         |       |
| 19   | Oldřich Kába      | Jawa        | 1 giro  |         |       |
| 20   | Vaclav Rathovsky  | Ahra        | 1 giro  |         |       |
| 21   | Rudolf Klement    | MZ          | 1 giro  |         |       |

### Ritirati
| Pilota      | Moto       | Motivo | Griglia |
| ----------- | ---------- | ------ | ------- |
| Ángel Nieto | Morbidelli |        |         |
| János Reisz | MZ         |        |         |

## Classe sidecar

### Arrivati al traguardo
| Pos | Pilota            | Passeggero       | Moto      | Tempo     | Punti |
| --- | ----------------- | ---------------- | --------- | --------- | ----- |
| 1   | Klaus Enders      | Ralf Engelhardt  | Busch-BMW | 49' 00" 8 | 15    |
| 2   | Siegfried Schauzu | Wolfgang Kalauch | BMW       | +1' 31" 1 | 12    |
| 3   | Werner Schwärzel  | Karl-Heinz Kleis | König     | +2' 30" 9 | 10    |
| 4   | Richard Wegener   | Derek Jacobson   | BMW       | +2' 42" 5 | 8     |
| 5   | Rolf Steinhausen  | Karl Scheurer    | König     |           | 6     |
| 6   | Otto Haller       | Erich Haselbeck  | BMW       |           | 5     |
| 7   | Karl Venus        | Rainer Gundel    | BMW       |           | 4     |
| 8   | Egon Schons       | Karl Lauterbach  | BMW       |           | 3     |
| 9   | Helmut Schilling  | Harald Mathews   | BMW       |           | 2     |
| 10  | Wolfgang Klenk    | Norbert Scherer  | BMW       |           | 1     |